# Семераро, Марчелло
Марчелло Семераро (итал. Marcello Semeraro; род. 22 декабря 1947, Монтерони-ди-Лечче, Италия) — итальянский куриальный кардинал. Епископ Ории с 25 июля 1998 по 1 октября 2004. Епископ Альбано с 1 октября 2004 по 15 октября 2020. Секретарь Совета кардиналов с 13 апреля 2013 по 15 октября 2020. Апостольский администратор Санта-Мария-ди-Гротаферрата с 4 ноября 2013. Префект Дикастерии по канонизации святых с 15 октября 2020. Архиепископ ad personam с 15 октября 2020. Апостольский администратор епархии Альбано с 15 октября 2020. Кардинал-дьякон с титулярной диаконией Санта-Мария-ин-Домника с 28 ноября 2020.